# Lake Rāhui
Der Lake Rāhui ist ein See im Buller District der Region West Coast auf der Südinsel von Neuseeland.

## Geographie
Der Lake Rāhui befindet sich rund 1,48 km nordwestlich eines Bogens des Buller River und rund 7 km nordwestlich der Inangahua Junction, an der der New Zealand State Highway 69 auf den New Zealand State Highway 6 trifft. Westport, als nächstgrößere Stadt, liegt rund 21 km westnordwestlich an der Küste zur Tasmansee. Der in Teilen verlandete See besitzt eine Größe von rund 10,5 Hektar und erstreckt sich über eine Länge von rund 655 m in Südwest-Nordost-Richtung. Seine maximale Breite liegt bei rund 225 m in Nordwest-Südost-Richtung.
Nördlich bis nordöstlich des Sees befindet sich angrenzend ein kleines Feuchtgebiet, aus dem der See neben einem weiteren kleinen Bach im Südwesten seinen Wasserzulauf erhält. Entwässert wird der Lake Rāhui an seinem südlichen Ende über den Muddy Creek, der nach ca. 3,2 km in den Buller River mündet.